# Spiral Tribe
Spiral Tribe ist ein internationales Soundsystem, das zu den Protagonisten des Freetekno und der Rave-Bewegung zählt. Die Gruppe hat ihre Ursprünge in der Londoner Hausbesetzer-Szene und wurde nach ihrer Verhaftung beim Rave in Castlemorton 1992 weithin bekannt. Anschließend wechselte die Gruppe auf das europäische Festland, wo sie bis 1996 international tätig war. Die meisten noch aktiven Mitglieder leben nach wechselvollen Wegen heute in Frankreich und treten gemeinsam unter dem Projektnamen SP23 auf.

## Geschichte

### Ursprünge in England
Spiral Tribe hat seinen Ursprung in der Londoner Hausbesetzerszene um 1990. Als Gründer gilt der Brite Mark Harrison, der damals mit seinen Freunden Raves veranstaltete, die sich durch eine dunkle Atmosphäre von den bisherigen bunten Raves abheben sollten. Inspiriert von dem Symbolgehalt der Spirale als Zeichen der Evolution und Bestandteil der DNA entstand der Name Spiral Tribe. Harrison schuf auch das Logo des Soundsystems, ein zum schwarz/weißen Totem abgewandelter Smiley.
Der Freundeskreis um Harrison erhielt rasch weiteren Zulauf, darunter der schottische Musiker 69db (Sebastian Vaughan), der ursprünglich als Schlagzeuger nach London gekommen war, sich dann aber der elektronischen Musik zuwandte und für zehn Jahre in der Hausbesetzer- und Partyszene blieb, und der Musiker Crystal Distortion (Simon Carter), der einige Studiokenntnisse mitbrachte. 1991 erwarb die Gruppe eine 4000-Watt-Anlage und einen LKW und begann mit der Veranstaltung und der Teilnahme an mehrtägigen bis mehrwöchigen unangemeldeten Tekno-Events.

### Castlemorton 1992
Nach einem unangemeldeten siebentägigen Festival in Castlemorton (England) im Mai 1992 mit mehreren Soundsystems und 20.000 Besuchern wurden 13 Aktivisten von Spiral Tribe als mutmaßliche Veranstalter verhaftet und ihr Equipment beschlagnahmt. Der Guardian sieht dieses Ereignis als einen von 50 Schlüsselmomenten in der Geschichte der Tanzmusik und den massiven Polizeieinsatz in der Tradition des Vorgehens der englischen Polizei gegen die Hippie-Festivals früherer Jahre, vor allem gegen das Stonehenge Free Festival mit dem als Battle of Beanfield bekannt gewordenen Einsatz gegen trotz des Verbots anreisende New Age Travellers 1985. Durch die dem Einsatz in Castlemorton nachfolgenden politischen Auseinandersetzungen um unangemeldete Festivals wurden auch Spiral Tribe einer großen Öffentlichkeit bekannt. Die Gruppe hatte sich in einem viermonatigen Prozess wegen des Festivals in Castlemorton zu verantworten, wurde letztlich aber freigesprochen. Die britischen Behörden gingen im Sommer 1992 massiv gegen alle Versuche vor, unangemeldete Festivals abzuhalten. John Major sprach sich im Oktober 1992 öffentlich gegen New Age Travellers aus, schließlich wurde sogar ein Gesetz beschlossen, das unangemeldete Veranstaltungen mit über zehn Personen verbot.
Noch 1992 erhielten Spiral Tribe einen Plattenvertrag des Labels Coldcut zur Produktion ihres ersten Albums, das im Folgejahr erschien.

### Wechsel auf den Kontinent
Im Sommer 1992 verließ ungefähr die Hälfte der Aktivisten England und wechselte auf das europäische Festland, wo es weniger restriktive Gesetze gegen Festivals gab und wo sich die Aktivisten rasch dem damals in Holland und Deutschland verbreiteten Hardcore Techno zuwandten.
Nach dem Ende des Prozesses wegen des Castlemorton-Festivals folgten auch die restlichen Aktivisten auf den Kontinent. Die Gruppe sammelte sich in Berlin, wo sie sich mit der Mutoid Waste Company zusammenschloss, die Installationen und Visuals für Techno-Parties schuf. Gemeinsam veranstaltete man Festivals in Tschechien und Österreich. 1993 eröffneten Spiral Tribe ein Büro in Paris, von wo aus sie die Produktion und den Vertrieb ihrer selbst produzierten Schallplatten organisierten. Gleichzeitig veranstalteten sie zahlreiche Festivals in ganz Frankreich. Zu den Prinzipien von Spiral Tribe gehörte die Anonymität der Mitglieder des Kollektivs. Es wurden zahlreiche Schallplatten unter dem gemeinsamen Namen Spiral Tribe bzw. SP 23 auf dem gruppeneigenen Label Network 23 veröffentlicht, deren jeweilige Urheber ungenannt blieben und die inzwischen gesuchte Techno-Raritäten sind.
Mitte der 1990er agierten Spiral Tribe in ganz Europa. Die Gruppe trat jedoch nicht mehr geschlossen auf, sondern eine Vielzahl von Zellen mit Aktivisten aus verschiedenen Ländern verteilte sich über den Kontinent und prägte international den Begriff Teknival für subkulturelle Techno-Events. 1996 zerbrach die Gruppe ganz. Die meisten ursprünglichen Mitglieder wandten sich wieder von Kontinentaleuropa ab. Gründer Mark Harrison kehrte nach England zurück, um ein Fanzine zu gründen. Simon Carter ging zunächst nach Indien, um dort den Sound Conspiracy Tribe zu gründen. Sebastian Vaughan war lange in Nordamerika tätig. Später ließen sich Carter und Vaughan in Frankreich nieder.

### Gegenwart
Das französische Label Expressillon, bei dem ab 2000 mehrere Platten von Vaughan (69db) erschienen, veröffentlicht seit 2005 unter der Labelbezeichnung Network Repress auch Nachpressungen der alten Spiral-Tribe-Veröffentlichungen. Die in Frankreich lebenden Mitglieder treten inzwischen in einem eher kommerziellen Umfeld wieder gemeinsam unter dem Projektnamen SP23 auf.